# Stand by Me (cançó)
|  | Si cerqueu altres usos, vegeu Stand by Me. |

Stand by Me és una cançó de 1961 interpretada por Ben E. King i composta per ell mateix i per Jerry Leiber i Mike Stoller (emprant el pseudònim Elmo Glick), que també van produir el senzill. La cançó va ser adaptada a partir d'un tema gospel.

## Composició
Durant la composició del tema, Ben E. King no tenia cap intenció d'enregistrar-la, tal com va declarar en una entrevista per al documental Història del Rock 'n' Roll. King havia escrit la peça per a The Drifters, però el seu mànager va decidir no gravar-la.
Va ser inclosa al seu tercer àlbum en solitari, Don't Play That Song!, publicat per Atlantic Records l'any 1962 i esdevindria el seu segon èxit en solitari, després d'«Spanish Harlem» (1961).
Mike Stoller ho recorda així: «Vaig arribar a l'oficina, i Jerry i Ben treballaven en la lletra d'una nova cançó. Ben tenia l'inici de una melodia. La va acabar i va perfeccionar, va treballar en les harmonies i hi va afegir un baix que es va convertir en el tret característic de la cançó».

## Llistes
«Stand By Me» ha entrat en els deu primers llocs de les llistes de Billboard en dues ocasions: després de la seva publicació com senzill el 1961 i en 1986, quan va coincidir amb la publicació de la composició a la banda sonora de la pel·lícula Compta amb mi i amb l'ús de la peça en un anunci de Levi Jeans.
«Stand by Me» ocupa el lloc 25 de la llista de les 365 cançons del segle compilades l'any 2001 per la Recording Industry Association of America (RIAA) i National Endowment for the Arts i en el lloc 121 de la llista de les 500 millors cançons de tots els temps, elaborada per la revista musical Rolling Stone. BMI va nomenar el tema com el quart més interpretat durant el segle xx, amb més de set milions d'interpretacions.

## Altres versions
- La cantant italiana Rita Pavone en va fer una versió en italià anomenada "Stai con me" (Stay with me) el 1970.[5]
- John Lennon va enregistar la cançó l'any 1974 als Estudis A&M i Record Plant East, Los Angeles i Record Plant West, Nueva York per a Rock 'n' Roll, sisè disc d'estudi de l'artista i la incloure com a segona cançó del disc, publicat el 1975.
- Els americans Mink DeVille la van llençar el 1982 en un senzill del segell Atlantic.[6]
- La banda irlandesa U2 va cantar-la en diverses ocasions durant entre 1987 i 1993. El 25 setembre 1987 a Filadèlfia ho van fer amb la col·laboració de Bruce Springsteen atès que Bono s'havia trencat un braç i no podia tocar la guitarra.[7]
- El músic nord-català Pascal Comelade va incloure una versió d'aquesta peça al disc Rock del veneno (1988) i posteriorment a l'LP Cent Regards (1989).
- El grup californià Pennywise n'enregistrà una versió hardcore punk a l'EP Wildcard el 1989.
- El 1998, la banda 4 The Cause, va fer una nova versió d'aquesta cançó.
- El 1999, el grup català de música a cappella Ocumé la va incorporar al disc A Capella.[8]
- El 2008, el cantant menorquí Cris Juanico acompanyat de l'Original Jazz Orquestra Taller de Músics va incloure'n una adaptació al català al seu disc Tot de mi (Música Global) anomenada «Queda't amb mi».[9]
- L'any 2010. Prince Royce, va publicar el disc Prince Royce, en el que hi ha el senzill «Stand by Me». Una versió cantada en castellà i anglès simultàniament.
- El 2011, durant la campanya presidencial del FSLN a Nicaragua, se'n va realitzar una versió, utilitzant la melodia de la cançó, amb la lletra modificada per a l'ocasió, en la que es va incloure un fragment modificat del tema Every breath you take, del grup The Police.
- El año 2016. Florence and the Machine, en va fer una versió nova per al soundtrack de «Final Fantasy XV».